# Aleksei Khómitx
Aleksei Khómitx   (Moscou, 14 de març de 1920 - Moscou, 30 de maig de 1980) fou un futbolista rus de la dècada de 1940. Pel que fa a clubs, defensà els colors de Dinamo Moscou i Dinamo de Minsk. És considerat el mentor de Lev Iaixin.